# 2026年コモンウェルスゲームズ
2026年コモンウェルスゲームズ（XXIII Commonwealth Games）は、2026年にスコットランド・グラスゴーで開催される予定の第23回コモンウェルスゲームズ。エリザベス女王崩御・チャールズ国王即位後初の大会となる。
開催都市は当初2019年のCGF総会で決定予定だったが、新型コロナの世界大流行で2022年までずれ込み、CGFがビクトリア州政府とコモンウェルスゲームズオーストラリアと打診した結果、同年4月12日に開催地が決定した。前回開催された2006年とは異なり、メルボルン以外での地方都市も開催される。しかし2023年7月に費用負担を理由に開催権を返上することになった。その後マレーシアやシンガポール開催も意思してたがいずれも断念。結局2014年開催実績を持つスコットランド・グラスゴーで開催が決定。

## 実施競技
今大会は1994年以来となる10競技が実施予定
- Aquatics
  -  競泳（詳細）
- 陸上競技（詳細）
- 3x3バスケットボール（詳細）
- ボクシング（詳細）
- 自転車競技（詳細）
  -  トラック
- 体操（詳細）
  -  体操
- 柔道（詳細）
- ローンボウルズ（詳細）
- ネットボール（詳細）
- ウエイトリフティング（詳細）

## 競技会場
- スコッツタウン・スタジアム（開会式、陸上競技、閉会式）
- コモンウェルス･アリーナ&サー・クリス・ホイ・ベロドローム
- トールクロス国際水泳センター
- スコティッシュ・イベントキャンパス

## 大会協賛社
- ロンジン（オフィシャルタイムキーパー）